# Acoustic : Latte
Pour les articles homonymes, voir Acoustic.
Albums de Every Little Thing
Commonplace
(2004) Crispy Park
(2006)
Acoustic : Latte (titré en capitales : ACOUSTIC:LATTE) est un album de reprises acoustiques de chansons du groupe Every Little Thing ré-interprétées par lui-même.

## Présentation
L'album sort le 16 février 2005 au Japon sur le label  Avex Trax, un an après le précédent album original du groupe, Commonplace. Il atteint la 4e place du classement des ventes de l'Oricon, et reste classé pendant 12 semaines. Il sort aussi dans une édition limitée avec une pochette différente et incluant un DVD en supplément.
Il contient douze anciennes chansons du groupe ré-enregistrées pour l'occasion en version acoustique. Les chansons originales étaient toutes parues sur ses précédents albums, et dix d'entre elles étaient également sorties en singles (dont quatre du temps où Mitsuru Igarashi faisait encore partie du groupe).

## Liste des titres
| CD    | CD                                                      | CD                                               | CD    | CD | CD | CD | CD | CD | CD |
| No    | Titre                                                   | Provenance du titre original                     | Durée |    |    |    |    |    |    |
| ----- | ------------------------------------------------------- | ------------------------------------------------ | ----- | -- | -- | -- | -- | -- | -- |
| 1.    | Forever Yours (FOREVER YOURS ; version acoustique)      | 9e single / album Every Best Single +3           | 4:56  |    |    |    |    |    |    |
| 2.    | Water(s) (water(s) ; version acoustique)                | De l'album Commonplace                           | 3:41  |    |    |    |    |    |    |
| 3.    | Nostalgia (nostalgia ; version acoustique)              | Du 22e single Untitled (...) / album Many Pieces | 5:59  |    |    |    |    |    |    |
| 4.    | Ai no Kakera (愛のカケラ ; version acoustique)          | 16e single / album 4 Force                       | 5:23  |    |    |    |    |    |    |
| 5.    | Time Goes By (Time goes by ; version acoustique)        | 8e single / album Time to Destination            | 5:43  |    |    |    |    |    |    |
| 6.    | Sasayaka na Inori (ささやかな祈り ; version acoustique) | 21e single / album Many Pieces                   | 5:01  |    |    |    |    |    |    |
| 7.    | Shiawase no Fûkei (しあわせの風景 ; version acoustique) | Du 25e single Mata Ashita / album Commonplace    | 4:32  |    |    |    |    |    |    |
| 8.    | Fragile (fragile ; version acoustique)                  | Du 17e single Fragile / Jirenma / album 4 Force  | 6:07  |    |    |    |    |    |    |
| 9.    | Azayaka na Mono (鮮やかなもの ; version acoustique)     | De l'album 4 Force                               | 4:19  |    |    |    |    |    |    |
| 10.   | Necessary (NECESSARY ; version acoustique)              | 10e single / album Every Best Single +3          | 4:46  |    |    |    |    |    |    |
| 11.   | Ai no Uta (愛の謳 ; version acoustique)                 | Du 22e single Untitled (...) / album Many Pieces | 5:55  |    |    |    |    |    |    |
| 12.   | Over and Over (version acoustique)                      | 11e single / album Every Best Single +3          | 4:55  |    |    |    |    |    |    |
| 61:17 |                                                         |                                                  |       |    |    |    |    |    |    |

Crédits paroles : Kaori Mochida (n°2, 3, 4, 6, 7, 8, 9, 11), Mitsuru Igarashi (n°1, 5, 10, 12). 

Compositions : Mitsuru Igarashi (n°1, 5, 10, 12), Daichi Hayakawa (n°2), Kazuhito Kikuchi (n°3, 7, 8), Kunio Tago (n°4, 6, 9, 11).
| 1. | Recording Scene                                      |  |
| 2. | Special Interview                                    |  |
| 3. | every little thing commonplace tour 2004-2005 Digest |  |